# Кайнар (Зайсанский район)
Кайнар (каз. Қайнар, 2010 г. — Октябрьское) — село в Зайсанском районе Восточно-Казахстанской области Казахстана. Входит в состав Айнабулакского сельского округа. Код КАТО — 634645400.

## Население
В 1999 году население села составляло 406 человек (213 мужчин и 193 женщины). По данным переписи 2009 года, в селе проживали 364 человека (196 мужчин и 168 женщин).